# UAZ Bars
La UAZ Bars (in russo УАЗ Барс?, UAZ-3159) è un SUV prodotto dalla casa automobilistica russa UAZ a partire dal dicembre 1999. Da allora il modello è stato prodotto in circa 10.000 esemplari. La UAZ Bars è un'auto a trazione integrale, sviluppata a partire dalla UAZ-3153.

## Caratteristiche
La Bars è una versione a passo lungo (2760 mm) della UAZ-3151 equipaggiata con il motore ZMZ-409. La lunghezza complessiva del veicolo è di 4550 mm. Rispetto al modello dal quale è stata tratta, la Bars vanta migliori angoli caratteristici, una struttura rinforzata e un più vantaggioso raggio di sterzata sui differenti terreni. L'equipaggiamento standard è stato arricchito con l'adozione di servosterzo idraulico, cambio a cinque marce, differenziale centrale migliorato.
La UAZ Bars ha potuto giovarsi di un nuovo motore 16 valvole con sistema a iniezione elettronica. Il motore presenta un blocco cilindri in ghisa, due alberi a camme e distribuzione a catena.